# Sebestyén Jenő (tanár, 1884–1950)
Sebestyén Jenő (Csúza, 1884. június 8. – Budapest, 1950. június 2.) református lelkész, teológus, filozófiai doktor, a Budapesti Református Teológiai Akadémia tanára 28 éven keresztül.

## Élete és munkássága
Sebestyén Jenő Ádám és Furmann Antónia fia. Kecskeméten végezte el a Kecskeméti Református Főgimnáziumot 1902-ben. Ezután felvételt nyert a Budapesti Református Teológiai Akadémiára, ahol 1906-ban fejezte be tanulmányait. A teológiát apja kívánságára kezdte el, bár jogot szeretett volna tanulni.
A következő években, 1907 és 1910 között a hollandiai Utrechtben hallgatott teológiát. Itt megismerkedett a holland kálvinizmus szigorú alapelveivel, amit egész életében képviselt a liberális teológiával szemben. Ezt a teológiát történelmi kálvinizmusnak nevezte el.
A Sebestyén Jenő képviselte „történelmi kálvinizmusra” nagy hatást gyakorolt a hollandiai neokálvinizmus, amely Abraham Kuyper református lelkipásztor és miniszterelnök személyéhez kötődött. Egy konfesszionalista, antiliberális és antimodernista irányzatról volt szó, amely teljes világnézeti státuszra tartott igényt, emiatt az általános kegyelemtan és a kulturális mandátum hangsúlyozása mellett volt egy erős politikai irányvonala is.
1910-ben magántanár lett a Budapesti Református Teológiai Akadémián, ahol 1917-ben a filozófia doktora lett.
1918-tól kezdve 1946-ig elméleti teológiát tanított. 1928 és 1938 között a Budapesti Református Teológiai Akadémia igazgatója volt.
Nagy szerepe volt a Soli Deo Gloria református diákmozgalom szervezésében, ahol több előadást is tartott. 1936-ban megalapította a Kálvin János Társaságot.
Halálát nyelőcsőrák okozta. Felesége Tabódi Erzsébet volt.

## Művei
- 1920 és 1931 között a Kálvinista Szemle szerkesztője
- 1934 és 1938 között a Magyar Kálvinizmus szerkesztője
- A magyar Kálvin és a kapitalizmus (Budapest, 1911)
- Kálvinizmus és demokrácia (Budapest, 1912)
- Nietzsche és Kálvin (1917)
- Ki az igazi kálvinista? (1925)
- A református nő lelkivilága (3 kötet, Sylvester Kiadó, 1927)
- Abraham Kuyper: A kálvinizmus lényege (ford., Kálvin János Társaság, 1922)
- Az eucharisztia és az eucharisztikus kongresszusok református szempontból (Kálvin János Társaság, 1937)
- Református Dogmatika (Iránytű Kiadó, 1994)